# Skela (Obrenovac)
Skela (em cirílico:Скела) é uma vila da Sérvia localizada no município de Obrenovac, pertencente ao distrito de Belgrado, na região de Posavina. A sua população era de 1820 habitantes segundo o censo de 2009.

## Demografia
| 1948  | 1953  | 1961  | 1971  | 1981  | 1991  | 2002  |
| ----- | ----- | ----- | ----- | ----- | ----- | ----- |
| 2 005 | 2 064 | 1 896 | 1 853 | 1 912 | 1 902 | 1 855 |